# M 52
М 52 (также известное как Мессье 52 или NGC 7654) — рассеянное звёздное скопление в созвездии Кассиопеи.

## История открытия
Скопление было открыто Шарлем Мессье в 1774 году.

## Интересные характеристики
M 52 находится на расстоянии 3000-5000 световых лет от Земли.

## Наблюдения
M 52 — довольно яркое и богатое звёздами рассеянное скопление в приполярной области Млечного Пути, почти точно на границе созвездий Цефея и Кассиопеи. Несмотря на обилие звезд фона, его нетрудно найти в полевой бинокль примерно на равном расстоянии от звезд β Кассиопеи и ι Цефея, менее чем в градусе на юг от оранжевой звезды 4 Cas (5m). В поле зрения бинокля или небольшого телескопа на месте M 52 видно несколько звезд и довольно яркое диффузное свечение фона. В телескоп с апертурой 200—250 мм скопление разрешается на сотню звёзд очень разной яркости. Прежде всего в глаза бросается яркая (8,6m) оранжевая звезда на западной границе скопления. При внимательном изучении обнаруживается, что она четырёхкратная (!) с тремя неяркими спутниками (примерно 11m) на расстояниях 44 (на юг), 80 (на север) и 130 (на северо-восток) угловых секунд. Скелет рисунка скопления составляют примерно два десятка желтых звёзд на фоне огромного множества более тусклых.
В одном поле зрения с M 52 можно обнаружить ещё два объекта далекого космоса: небогатое скопление Czernik 43 в 15 угловых минутах к югу и знаменитую туманность «Пузырёк» в 40 угловых минутах на юго-запад.

### Соседи по небу из каталога Мессье
- M 103 — (на восток) компактное рассеянное скопление;
- M 31, M 32 и M 110 — (на юго-восток) Туманность Андромеды со своими спутниками;
- M 39 — (на юго-запад, в Лебеде) яркое рассеянное скопление

### Последовательность наблюдения в «Марафоне Мессье»
…M 110 → M33 → M 52 → M 103 → M76…